# Honkbalkaarten

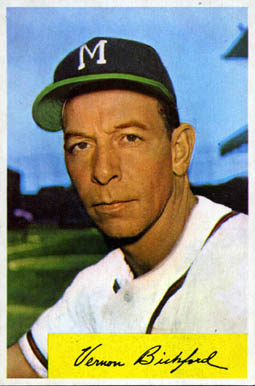
Een 1954 Bowman Gum honkbalkaart van Vern Bickford

Een Honkbalkaart is een soort ruilkaart met betrekking tot honkbal, gewoonlijk gedrukt op karton, zijde, of plastic. In de jaren '50 werden ze geleverd met een stickje kauwgom en een beperkt aantal kaartjes. Op deze kaartjes staan één of meer honkbalspelers, teams, stadions of beroemdheden afgebeeld. Honkbalkaarten worden het meest aangetroffen op het vasteland van de Verenigde Staten, maar zijn ook gebruikelijk in Puerto Rico of landen als Canada, Cuba en Japan, waar topcompetities aanwezig zijn met een aanzienlijke groep fans om hen te ondersteunen. Enkele opmerkelijke honkbalkaart-producerende bedrijven zijn Topps, Upper Deck Company, en Panini Group. Eerdere fabrikanten zijn onder meer Fleer (nu een merknaam van Upper Deck), Bowman (nu een merknaam van Topps), en Donruss (nu een merknaam van Panini Group). De productie van honkbalkaarten bereikte een hoogtepunt in de late jaren '80 en veel verzamelaars verlieten de hobby ontgoocheld na de MLB-staking van 1994-95. Toch zijn honkbalkaarten nog steeds een van de meest invloedrijke verzamelobjecten aller tijden. Een T206 Honus Wagner werd in 2021 verkocht voor $ 6,606 miljoen dollar.

## Productie
Hoewel honkbalkaarten eerst in de Verenigde Staten werden gemaakt, verspreidde de populariteit van honkbal zich naar andere landen, en daarmee ook de productie van honkbalkaarten. Reeds in 1898 verschenen er sets in Japan, in 1909 in Cuba en in 1912 in Canada.

### Kenmerken
Op de voorzijde van de kaart staat meestal een afbeelding van de speler met identificerende informatie, waaronder, maar niet beperkt tot, de naam van de speler en zijn teamverband. Op de achterkant van de meeste moderne kaarten staan statistieken en/of biografische informatie. Veel vroegere kaarten toonden advertenties voor een bepaald merk of bedrijf op de achterkant. Tabaksfabrikanten waren het meest betrokken bij de verspreiding van honkbalkaarten, die zij gebruikten als toegevoegde waarde bonussen en reclame voor hun producten. Hoewel de functie van ruilkaarten veel gemeen had met die van visitekaartjes, leek het formaat van honkbalkaarten aanvankelijk het meest op dat van speelkaarten. Een voorbeeld hiervan is het ontwerp van de Topps Baseball uit 1951.
Hoewel er geen vaste normen zijn die de grootte of vorm van een honkbalkaart beperken, zijn de meeste kaarten van vandaag rechthoekig, met afmetingen van 6,4 bij 8,9 cm (2 1⁄2 bij 3 1⁄2 inches).

### Honkbalkaarten classificatie: de type kaart
Omdat vroege honkbalkaarten voornamelijk als marketinginstrument werden geproduceerd, begonnen verzamelaars deze kaarten te classificeren naar het 'type' bedrijf dat de set produceerde. Het systeem dat Jefferson Burdick toepaste in The American Card Catalog is de de facto standaard geworden voor het identificeren en ordenen van ruilkaarten die vóór 1951 in Amerika werden geproduceerd. De catalogus zelf strekt zich uit tot vele andere gebieden van verzamelen buiten de honkbalsport. Sets als 1909-1911 White Borders, 1910 Philadelphia Caramels, en 1909 Box Tops worden meestal aangeduid met hun ACC catalogusnummers (T206, E95, en W555, respectievelijk).

#### Zeldzame kaarten
De meest waardevolle kaarten zijn miljoenen waard. Een T206 Honus Wagner kaart werd in mei 2021 op een veiling verkocht voor $ 3.750.000 dollar. Een 1952 Topps Mickey Mantle, gegradeerd als PSA 9 op een schaal van 1 (slechtste) tot 10 (beste), werd verkocht voor $ 2.880.000 dollar. Conditie kan een grote rol spelen in de prijs. Andere 1952 Topps Mantle kaarten, gegradeerd als PSA 1, zijn verkocht voor slechts een paar duizend dollar.

## Kaartenverzamelaar
Vintage honkbalkaarten zijn een belangrijk aandachtspunt geweest voor talloze verzamelaars en historici van één van Amerika's favoriete hobby's. Sommige verzamelaars van honkbalkaarten betalen grote sommen geld om in het bezit te komen van deze kaarten en ze kunnen er ook veel tijd in steken. Omdat zeldzame honkbalkaarten moeilijk te vinden zijn, zoeken verzamelaars naar manieren om op de hoogte te blijven van de zeldzame kaarten die op de handels- of verkoopmarkt komen. Verzamelaars van honkbalkaarten krijgen ze normaal gesproken van andere kaartverzamelaars of van gespecialiseerde handelaren. Sommige verzamelaars verkopen zeldzame kaarten via het internet en heel vaak op eBay.
Zeldzame honkbalkaarten kunnen ook worden gekocht op grote honkbalkaartenshows. Deze evenementen worden regelmatig in verschillende steden gehouden, waar verzamelaars en handelaars elkaar kunnen ontmoeten. Bij de waardering van een kaart houdt de potentiële koper rekening met de staat (of graded condition) van de kaart. Zogeheten rookie cards, de eerste kaarten van spelers, zijn het meest waardevol.
Sportkaartencatalogi zijn een belangrijke bron voor het verkrijgen van gedetailleerde informatie over honkbalkaarten. Online catalogi bevatten meestal ook tools voor collectiebeheer en handelsplatformen.

## Geschiedenis van de kaarten

### Vóór 1900

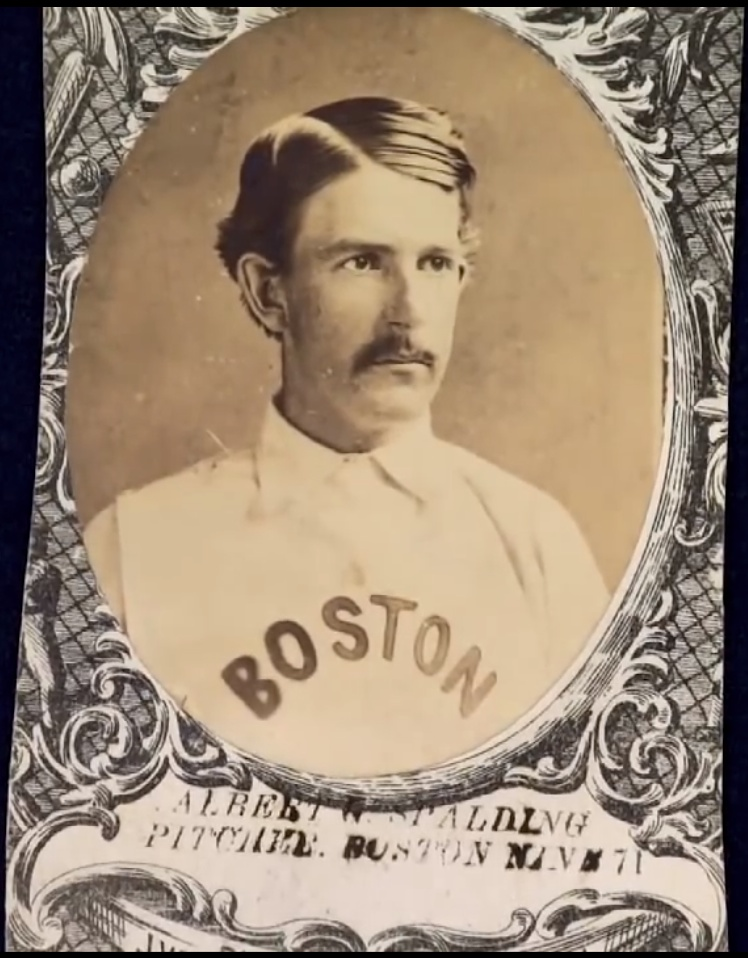
Albert Spalding op een 1871 Boston Red Stockings-kaart

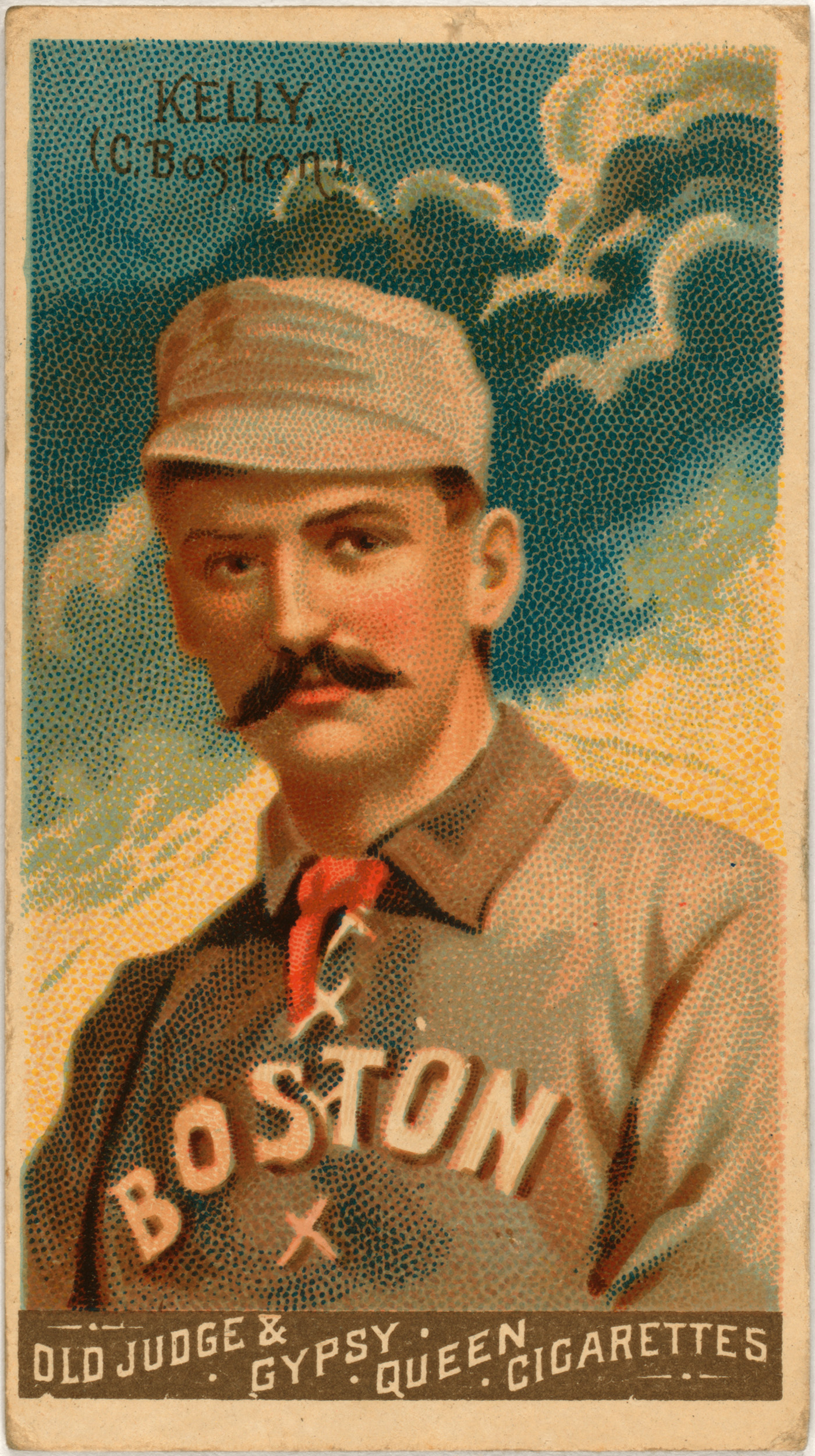
Een Goodwin Champions sigarettenkaart uit 1888 van King Kelly, een van de eerste kaarten die chromolithografie gebruikten om meerkleurige afbeeldingen van spelers te maken

In het midden van de 19e eeuw werden honkbal en fotografie in de Verenigde Staten beide steeds populairder. Als gevolg daarvan begonnen honkbalclubs te poseren voor groeps- en individuele foto's, net zoals leden van andere clubs en verenigingen poseerden. Sommige van deze foto's werden afgedrukt op kleine kaartjes, vergelijkbaar met moderne portefeuille-foto's. Op de oudste kaart die bewaard is gebleven staan de Brooklyn Atlantics van rond 1860.
Toen honkbal aan het eind van de jaren 1860 in populariteit toenam en een professionele sport werd, verschenen er ruilkaarten met honkbalspelers. Deze werden door allerlei bedrijven gebruikt om hun handel te promoten, zelfs als de producten waarvoor reclame werd gemaakt geen verband hielden met honkbal. In 1868 begonnen Peck and Snyder, een sportartikelenwinkel in New York, met de productie van ruilkaarten met honkbalteams. Peck and Snyder verkochten honkbaluitrusting, en de kaarten waren een natuurlijk reclamemiddel. De Peck and Snyder-kaarten worden soms beschouwd als de eerste honkbalkaarten.
Een ruilkaart uit die tijd had meestal aan de ene kant een afbeelding en aan de andere kant informatie over het bedrijf. De vooruitgang in de kleurendruk verhoogde de aantrekkingskracht van de kaarten. Als gevolg daarvan begonnen kaarten foto's te gebruiken, hetzij in zwart-wit of sepia, of illustraties in kleur, die niet noodzakelijk op foto's gebaseerd waren. Sommige vroege honkbalkaarten konden worden gebruikt als onderdeel van een spel, dat ofwel een conventioneel kaartspel of een gesimuleerd honkbalspel kon zijn.
Tegen begin 1886 werden afbeeldingen van honkbalspelers vaak op sigarettenkaarten bij sigarettenpakjes en andere tabaksproducten gezet. Dit gebeurde deels voor promotiedoeleinden en deels omdat de kaart hielp de sigaretten te beschermen tegen beschadiging. Tegen het einde van de eeuw was honkbal zo populair geworden dat de productie zich tot ver buiten Amerika en tot op de eilanden in de Stille Oceaan had uitgebreid.

### 1900-1920

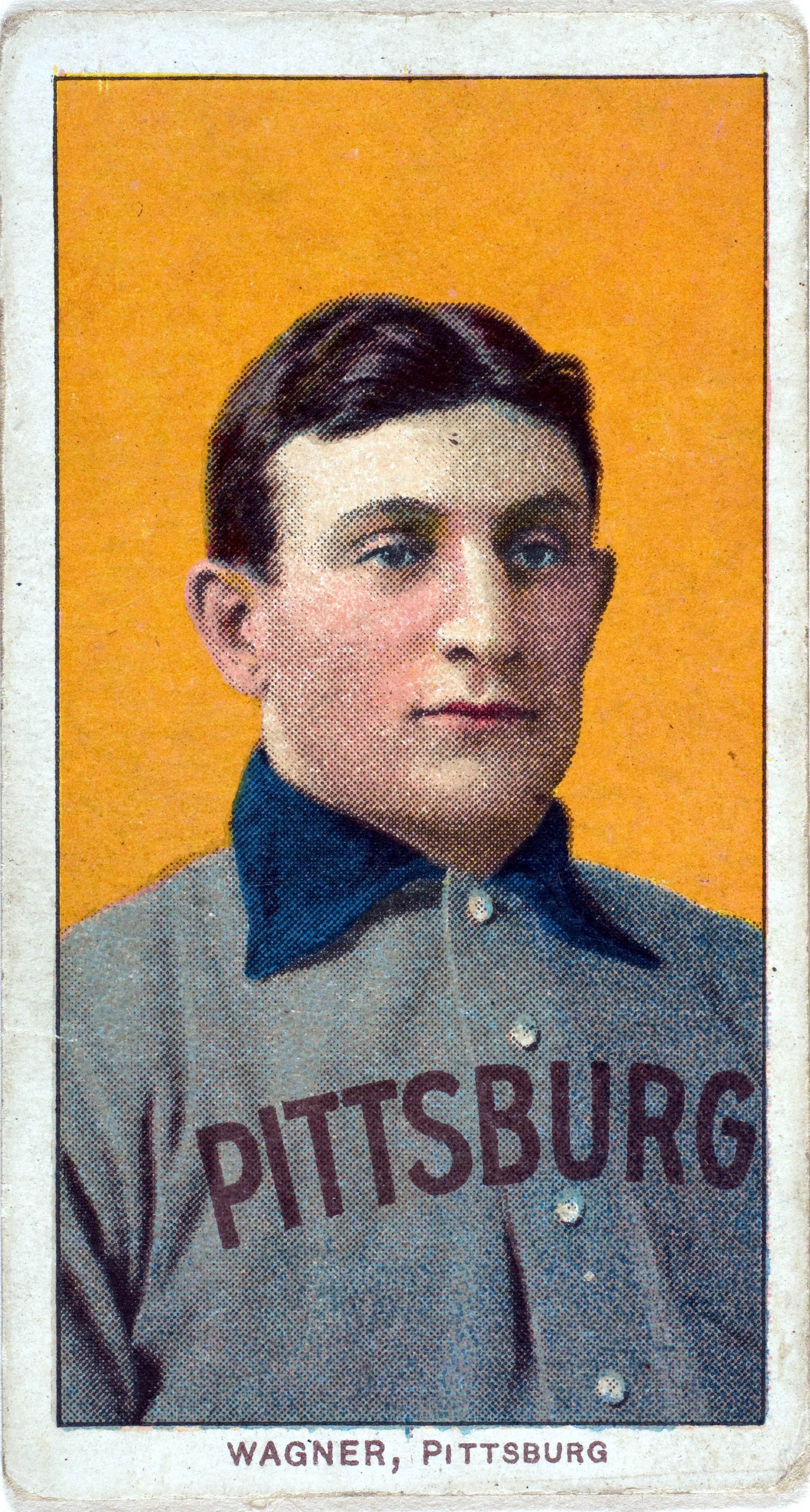
De T206 Honus Wagner kaart, uitgegeven 1909-1911, is de meest waardevolle honkbalkaart in de geschiedenis.

Rond de eeuwwisseling werden de meeste honkbalkaarten geproduceerd door banketbakkerijen en tabaksfabrikanten. De eerste grote set van de 20e eeuw werd uitgegeven door de Breisch-Williams Company in 1903. Breisch-Williams was een banketbakkersbedrijf gevestigd in Oxford, Pennsylvania. Spoedig daarna begonnen verschillende andere bedrijven met het adverteren van hun producten met honkbalkaarten. Daartoe behoorden, maar waren niet beperkt tot, de American Tobacco Company, de American Caramel Company, de Imperial Tobacco Company of Canada, en Cabañas, een Cubaanse sigarenfabrikant.
De American Tobacco Company besloot honkbal-reclamekaarten te introduceren in hun tabaksprodukten met de uitgifte van de T206 White Border Set in 1909. De kaarten werden bijgesloten in pakjes sigaretten en geproduceerd over een periode van drie jaar, totdat de ATC werd opgeheven. De beroemdste kaart, en de duurste voor deze klasse, is de Honus Wagner uit deze set. Een andere beroemde, uit 1911, is Joe Tinker.
In dezelfde tijd begonnen veel andere niet-tabaks maatschappijen met het produceren en distribueren van honkbalkaarten aan het publiek. Tussen 1909 en 1911 produceerde de American Caramel Company de E90-1 serie en in 1911 werd de Zee Nut kaart geïntroduceerd. Deze sets werden over een periode van 28 jaar geproduceerd door de Collins-McCarthy Company uit Californië. Tegen het midden van de jaren '10 begonnen bedrijven als The Sporting News-magazine kaartuitgaven te sponsoren. Karamelbedrijven als Rueckheim Bros. & Eckstein behoorden tot de eersten die "prijzen" in hun dozen stopten. In 1914 produceerden zij de eerste van twee Cracker Jack kaartuitgaven, met spelers uit beide Major Leagues en spelers van de kortstondige Federal League. Toen de jaren '10 ten einde liepen, gaf het in Chicago gevestigde Boston Store Department bedrijf ook een set uit.

### 1920-1930
Na het einde van de Eerste Wereldoorlog in 1918 viel de productie van honkbalkaarten een paar jaar stil, omdat de buitenlandse markten nog niet ontwikkeld waren en de economie van de Verenigde Staten zich aan het losmaken was van de productie in oorlogstijd. Deze trend zou aanhouden tot het eind van de jaren '30, toen de gevolgen van de Grote Depressie eindelijk toesloegen. De jaren '20 bracht een tweede toevloed van karamelkaarten voort, een overvloed aan prentbriefkaarten, en een handvol kaarten uit verschillende regio's van de wereld. Tijdens het eerste twee jaar kwamen er veel stripkaarten op de markt. Deze kaarten werden in lange stroken verspreid en vaak door de consument of de winkelier in stukken gesneden. De American Caramel Company dook weer op als producent van honkbalkaarten en begon in 1922-1923 met de distributie van sets. Er werden weinig of geen kaarten meer geproduceerd in het midden van de jaren '20 tot 1927, toen bedrijven als York Caramel uit York, Pennsylvania, honkbalkaarten begonnen te produceren. Kaarten met vergelijkbare afbeeldingen als de York Caramel set werden in 1928 gemaakt voor vier ijsbedrijven, Yuengling's, Harrington's, Sweetman en Tharp's. In 1921 begon de Exhibit Supply Company uit Chicago met het uitgeven van kaarten op postkaartformaat. Hoewel ze beschouwd worden als een postkaartuitgifte, hadden veel van de kaarten statistieken en andere biografische informatie op de rugzijde.
1920 zag de opkomst van de buitenlandse markten na wat in wezen een onderbreking van acht jaar was. Canadese producten vonden hun weg naar de markt, waaronder producten die van 1920 tot 1926 werden gebrandmerkt door de Peggy Popcorn and Food Products company uit Winnipeg, Manitoba, en Willard's Chocolate Company van 1923 tot 1924. Andere Canadese producten kwamen van ijsfabrikanten in 1925 en 1927, respectievelijk van Holland Creameries en Honey Boy. Billiken Sigaren, ook bekend als Cigarros Billiken, werden in Cuba gedistribueerd van 1923 tot 1924.

### 1930-1950

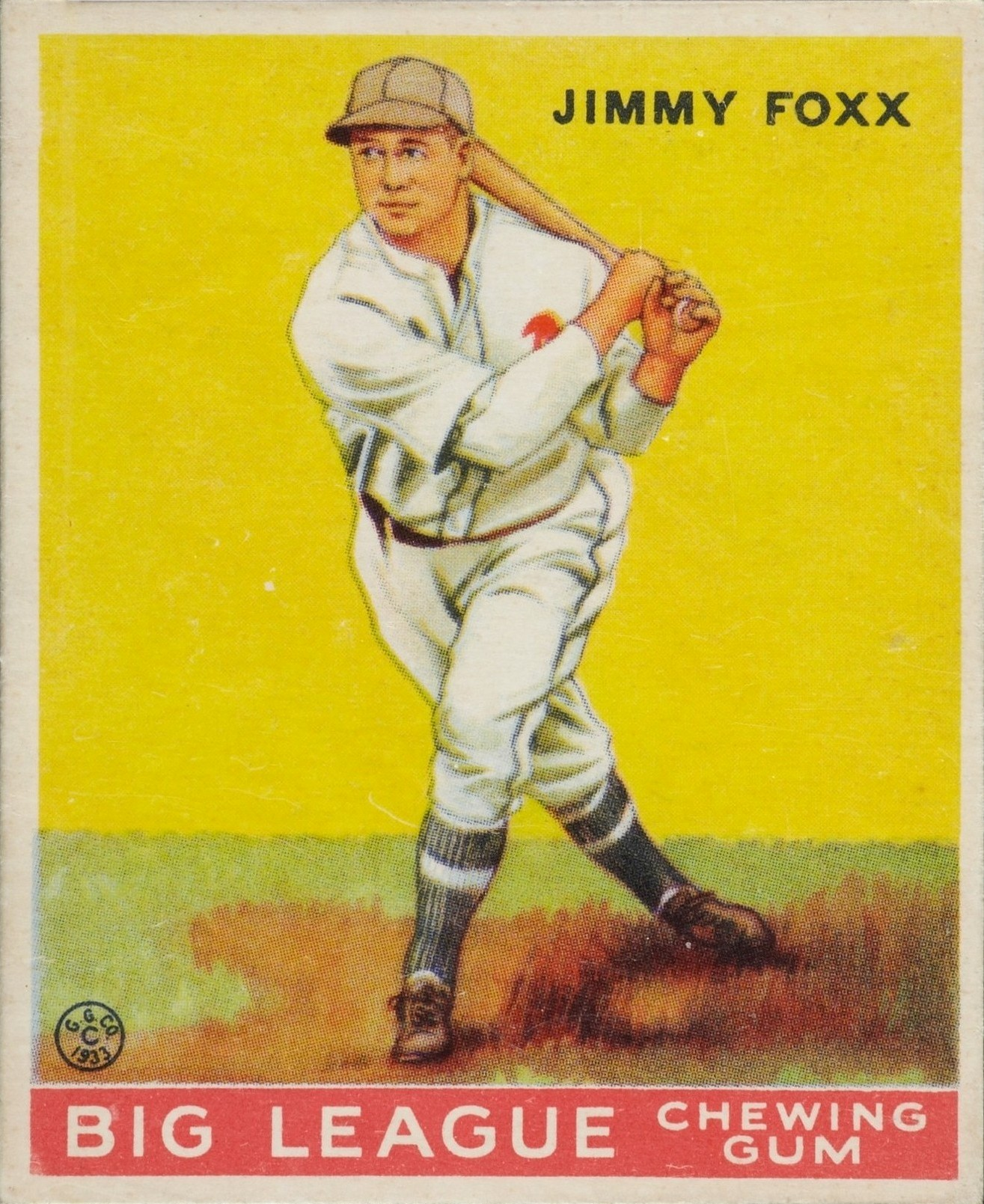
Jimmy Foxx 1933 Goudey honkbalkaart

In het begin van de jaren '30 steeg de productie enorm, te beginnen met de 1932 U.S. Caramel set. De populaire 1933 Goudey Gum Co. uitgave, die kaarten bevatte van Babe Ruth en Lou Gehrig, identificeert dit tijdperk het best. In tegenstelling tot de spaarzame ontwerpen van de voorgaande decennia, had deze kaartenset heldere, met de hand ingekleurde spelersfoto's op de voorkant. De achterkant bevat korte biografieën en persoonlijke informatie zoals lengte, gewicht en geboorteplaats. De 240 kaarten, vrij groot voor die tijd, bevatten huidige spelers, voormalige sterren en prominente minor leaguers. Individuele kaarten waren 6,0 bij 7,3 cm groot, die Goudey drukte op vellen van 24 kaarten en het hele jaar door verspreidde. Het grootste deel van de vroege National Baseball Hall of Fame-inducteurs komt in deze set voor.
1933 zag ook de levering van de World Wide Gum uitgave. World Wide Gum Co. was gevestigd in Montreal en had duidelijk een nauwe band met de Goudey Gum Company, want elk van hun vier uitgaven leek sterk op een Goudey tijdgenoot. Goudey, National Chicle, Delong en een handvol andere bedrijven waren concurrerend op de kauwgom en honkbalkaarten-markt tot de Tweede Wereldoorlog begon.
Na 1941 zouden er pas een paar jaar na het einde van de oorlog weer kaarten van betekenis worden geproduceerd. De oorlogsproductie ging over in de na-oorlogse burgerlijke consumptiegoederen, en in 1948 werd de productie van honkbalkaarten hervat in de V.S. met uitgaven door de Bowman Gum en de Leaf Candy Company. Op hetzelfde moment gaf Topps Gum Company hun Magic Photos set uit, vier jaar voor ze hun eerste "traditionele" kaartenset uitbrachten. Tegen 1950 had Leaf zich teruggetrokken uit de industrie.
Japanse honkbalkaarten werden talrijker in 1947 en 1950. De kaarten werden geassocieerd met Menko, een Japans kaartspel. Vroegere honkbal menko waren vaak rond, en werden gedrukt op dik karton om het spel te vergemakkelijken.

## Moderne geschiedenis van de kaarten

### 1948-1980

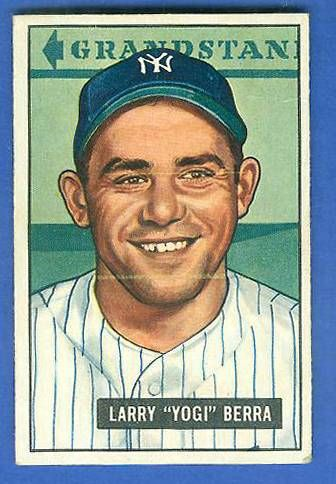
Yogi Berra 1951 Bowman Gum honkbalkaart

Bowman was de grootste producent van honkbalkaarten van 1948 tot 1952. In 1952 begon Topps ook grote sets kaarten te produceren. De 1952 Topps set is de meest gezochte set onder verzamelaars na de wereldoorlog omwille van de schaarste van de Mickey Mantle rookiekaart, de eerste Mantle kaart uitgegeven door Topps. Hoewel het niet zijn echte rookie kaart is (die eer komt toe aan zijn 1951 Bowman kaart), wordt het toch beschouwd als de ultieme kaart om te bezitten van het na-oorlogse tijdperk.
Topps en Bowman concurreerden toen voor klanten en voor de rechten op de gelijkenis van honkbalspelers. Twee jaar later stopte Leaf met het produceren van kaarten. In 1956 kocht Topps Bowman uit en genoot van een grotendeels onbetwiste positie op de Amerikaanse markt voor de volgende twee decennia. Van 1952-1969, bood Topps altijd vijf of zes kaarten nickel wax packs aan en in 1952-1964 ook één kaart penny packs.
In de jaren '70 verhoogde Topps de kosten van wax packs van 10-15 cent (met 8-14 kaarten afhankelijk van het jaar) en bood ook cello packs aan (meestal rond 18-33 kaarten) voor 25 cent. Rack packs met 39-54 kaarten waren ook te krijgen voor tussen de 39-59 cent per pakje.
Dit weerhield een groot aantal regionale bedrijven er niet van om succesvolle series ruilkaarten te produceren. Bovendien probeerden verschillende Amerikaanse bedrijven de markt op nationaal niveau te betreden. In 1959 tekende Fleer, een kauwgombedrijf, Ted Williams voor een exclusief contract en verkocht een set kaarten met hem erop. Williams ging met pensioen in 1960, wat Fleer dwong een set Baseball Greats kaarten te produceren met gepensioneerde spelers. Net als de Topps kaarten, werden ze verkocht met kauwgom. In 1963 produceerde Fleer een set van 67 kaarten van actieve spelers (deze keer met een kersenkoekje in de verpakkingen in plaats van kauwgom), die niet succesvol was, omdat de meeste spelers contractueel verplicht waren om uitsluitend in Topps ruilkaart producten te verschijnen. Post Cereals gaf kaarten uit op cornflakes dozen van 1960 tot 1963 en zusterbedrijf Jell-O gaf bijna identieke kaarten uit op de achterkant van haar verpakkingen in 1962 en 1963.
In 1965, gaf Topps de productie in licentie aan de Canadese snoepmaker O-Pee-Chee. De O-Pee-Chee sets waren in wezen identiek aan de Topps sets tot 1969, toen de ruggen van de kaarten werden gebrandmerkt als O-Pee-Chee. In 1970 werd O-Pee-Chee, ten gevolge van federale wetgeving, verplicht Franstalige tekst toe te voegen op de rugzijde van zijn honkbalkaarten.
In de jaren '70 maakten verschillende bedrijven gebruik van een nieuw licentieschema, niet om het op te nemen tegen Topps, maar om premiums te maken. Kellogg's begon 3D-kaarten te produceren die bij cornflakes gevoegd werden en Hostess drukte kaarten op verpakkingen van haar gebakken goederen.
In 1976 produceerde een bedrijf genaamd TCMA, dat hoofdzakelijk minor league honkbalkaarten produceerde, een set van 630 kaarten bestaande uit Major League Baseball spelers. De kaarten werden geproduceerd onder de naam Sports Stars Publishing Company, of SSPC. TCMA gaf een tijdschrift voor honkbalkaarten uit, Collectors Quarterly genaamd, dat zij gebruikte om reclame te maken voor haar set die rechtstreeks via postorder werd aangeboden. De kaarten waren rechtstreeks bij TCMA verkrijgbaar, en werden niet opnieuw verkrijgbaar gesteld, zoals andere sets die door TCMA waren uitgegeven, als gevolg van een fabrikantenovereenkomst.

### 1981-1994

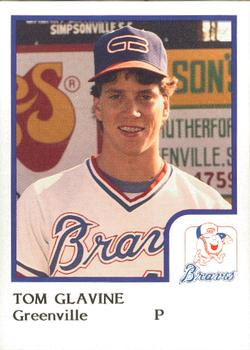
Een honkbalkaart van Tom Glavine uit de 1986 ProCards Greenville Braves set

Fleer klaagde Topps aan in 1975 om het monopolie van het bedrijf op honkbalkaarten te breken en won, want in 1980 beëindigde federale rechter Clarence Charles Newcomer het exclusieve recht van Topps Chewing Gum om honkbalkaarten te verkopen, zodat de Fleer Corporation kon concurreren op de markt. In 1981 gaven Fleer en Donruss sets honkbalkaarten uit, beide met kauwgom. Een beroep van Topps tegen de Fleer-rechtszaak verduidelijkte dat Topps' exclusieve rechten enkel golden voor kaarten verkocht met kauwgom. Na het beroep bleven Fleer en Donruss kaarten uitgeven zonder kauwgom; Fleer voegde team logo stickers toe aan hun kaartverpakkingen, terwijl Donruss Hall of Fame Diamond Kings puzzels introduceerde en drie puzzelstukjes in elke verpakking bijvoegde. In 1992 werden de kauwgom van Topps en de logo stickers van Fleer gestopt, terwijl Donruss het volgende jaar stopte met de puzzelstukjes in te voegen. Met de uitgifte van een zeer populaire en zeldzame (vergeleken met andere sets in die tijd) set in 1984, begon Donruss zich te vestigen als één van de meest populaire kaartmerken in concurrentie met Topps. In het bijzonder worden verschillende rookiekaarten in de 1984 Donruss set nog steeds beschouwd als de meest begeerde kaarten van dat jaar van welk merk dan ook (vooral de Don Mattingly rookiekaart). In 1984 kwamen er ook twee maandelijkse prijsgidsen op de markt. Tuff Stuff en Beckett Baseball Card Monthly, gepubliceerd door Dr. James Beckett, probeerden de benaderende marktwaarde van verschillende soorten ruilkaarten te achterhalen.
In de loop van de jaren '80 kwamen er meer verzamelaars in de hobby. Als gevolg daarvan betraden fabrikanten als Score (dat later Pinnacle Brands werd) en Upper Deck de markt in 1988 en 1989 respectievelijk. Upper Deck introduceerde verschillende innovatieve productiemethoden, waaronder fraudebestendige folieverpakkingen, logo's in hologramstijl en een hogere kwaliteit kaartvoorraad. Door deze productiewijze kon Upper Deck een meerprijs vragen voor zijn product en werd het eerste mainstream honkbalkaartproduct met een adviesprijs van 99 cent per pakje. In 1989 bevatte Upper Deck's eerste set de Ken Griffey, Jr. rookiekaart. De kaart werd zeer gewild totdat Griffey's aanhoudende blessureproblemen zijn prestaties verminderden.

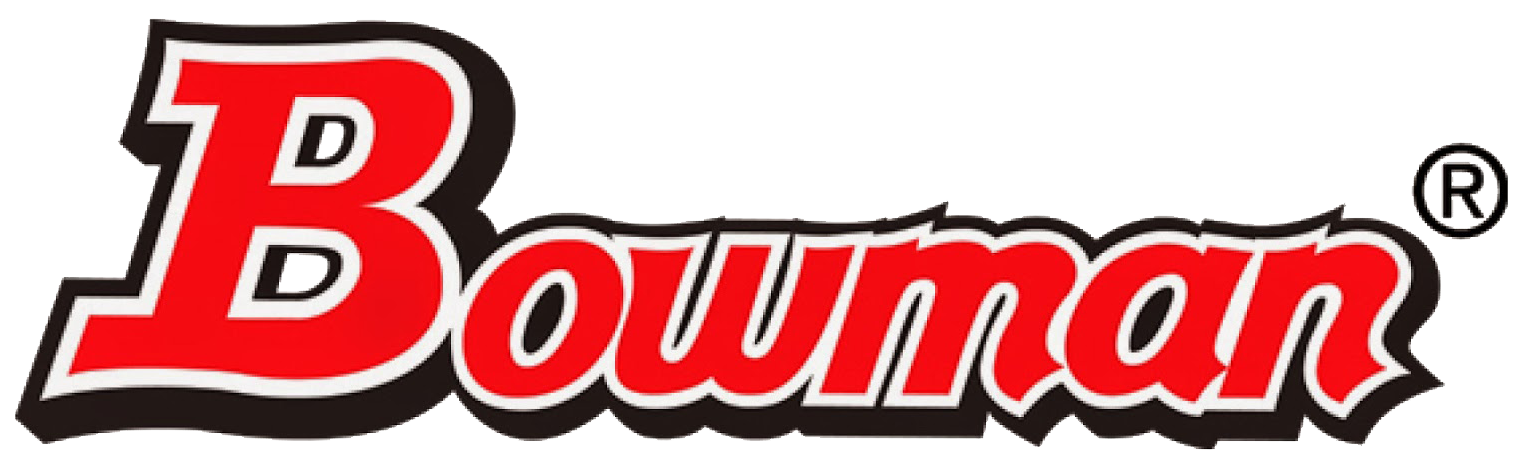
De Bowman merknaam werd opnieuw uitgegeven door Topps in 1989

De andere grote kaartbedrijven volgden dit voorbeeld en creëerden kaartmerken met hogere prijzen. Topps deed de Bowman merknaam herleven in 1989. Topps produceerde een Stadion Club uitgave in 1991. 1992 bleek een doorbraakjaar te zijn wat betreft de prijs van honkbalkaarten, met de vroegere 50 cent per pakje prijs die vervangen werd door hogere prijspunten, karton van een hogere kwaliteit, en de wijdverspreide introductie van gelimiteerde editie inserts over alle productlijnen. 1992 was het begin van de jacht van verzamelaars op gold foil, dat gewoonlijk op de gelimiteerde editie insert kaarten werd gestempeld. Opmerkelijke voorbeelden van de insert rage van 1992 zijn de Donruss Diamond Kings, die voor de allereerste keer goud-folie accenten hadden, en Fleer's gastheer van goud-folie geaccentueerde insert kaarten, inclusief All-Stars en Rookie Sensations. 1992 was ook het eerste jaar dat parallelle kaarten werden geïntroduceerd. In 1992 produceerde Topps Topps Gold insert kaarten van elke kaart in de standaard basisset. De parallelle Topps Gold kaarten hadden de naam van de speler en het team gestempeld in een banner van goud folie op de voorkant van de kaart. De parallelle naam werd populair om deze kaarten te beschrijven omdat elke kaart in de standaard basisset een bijbehorende insert variatie had. In 1993 verhoogden de kaartbedrijven het premium kaartgenre met super premium kaartensets, met Fleer die zijn Flair set debuteerde en Topps die zijn Topps Finest set debuteerde. Topps Finest was de eerste set die refractors gebruikte, een technologie die gebruik maakte van een reflecterende folie-technologie die de kaart een glanzend regenboog uiterlijk gaf dat erg populair bleek bij hobbyisten. Andere opmerkelijke premium kaartenset uit de jaren '90 zijn de volgende: Donruss gaf zijn Leaf merk uit in 1990; Fleer volgde met Fleer Ultra sets in 1991; en Score gaf Pinnacle kaarten uit in 1992.

### 1995-heden
Beginnend in 1997 met Upper Deck, begonnen de bedrijven kaarten in te voegen met stukken van uniformen en gebruikte honkbaluitrusting, als onderdeel van een plan om interesse te wekken. Kaart bedrijven verkregen allerlei memorabilia, van uniform truien en broeken, tot knuppels, handschoenen, petten, en zelfs honken en niet meer gebruikte stadion zitplaatsen om deze nieuwe hobby vraag te voeden. Het is ook in 1997 dat de eerste één-op-één kaarten werden uitgebracht door Fleer, te beginnen met de 1997 Flair Showcase Masterpieces (de Ultra set zou het volgende jaar beginnen met paarse 1-op-1 meesterwerken). Beide soorten inserts blijven ook vandaag nog populaire kaarten in de hobby.
Het proces en de kosten van het drukken op meerdere niveaus, maandelijkse uitgaven van sets, licentiekosten en speler-woordvoerder contracten zorgden voor een moeilijke markt. Pinnacle Brands ging na 1998 failliet. Pacific, die de volledige licenties verwierf in 1994, stopte met de productie in 2001. In 2005 ging Fleer failliet en werd opgekocht door Upper Deck, en Donruss verloor de MLB licentie in 2006 (zij produceerden ook geen honkbalkaarten in 1999 en 2000). In die tijd beperkte de MLBPA het aantal bedrijven dat honkbalkaarten zou produceren om de overvloed aan producten te compenseren, en de markt te consolideren. Als resultaat van deze maatregel, die ook het intrekken van de MLB/MLBPA productielicenties van Donruss inhield, bleven er slechts twee bedrijven over: Topps en Upper Deck.
Topps en Upper Deck zijn de enige twee bedrijven die productielicenties behielden voor honkbalkaarten van Major League spelers. In een poging om hun invloed op de markt uit te breiden, kocht Upper Deck het Fleer merk en de restanten van de productie-inventaris. Na de aankoop van Fleer nam Upper Deck de productie over van de resterende producten die nog moesten worden uitgebracht. Upper Deck blijft producten uitgeven met de Fleer naam, terwijl Topps doorgaat met het uitbrengen van Bowman en Bazooka kaartproducten. Topps is ook het enige bedrijf dat doorgaat met het produceren van voorgecolleteerde fabrieks sets van kaarten.
Kaartbedrijven proberen op verschillende manieren een omvangrijke hobbybasis te behouden. Vooral prominent is een focus op de overgang van de kaarten naar een online markt. Zowel Topps als Upper Deck hebben kaarten uitgegeven die online registratie vereisen, terwijl Topps zich heeft gericht op de investeringsgezinde verzamelaar met haar eTopps aanbod van kaarten die worden onderhouden en verhandeld op haar website. Sinds het einde van de jaren '90 zagen hobbywinkels en beurshandelaren hun klantenbestand slinken, omdat hun kopers nu toegang hebben tot meer artikelen en betere prijzen op het internet. Naarmate meer verzamelaars en handelaars computers aanschaften en het internet begonnen te vertrouwen als een veilige plaats om te kopen en te verkopen, veranderde de transformatie van de traditionele winkels en beurzen naar internet transacties de aard van de hobby.
In diezelfde periode introduceerde de MLBPA ook een nieuwe richtlijn voor spelers om een rookiekaart te verkrijgen. Jarenlang waren spelers in vorige sets als rookie in de kijker gezet terwijl ze nog in de Minor Leagues zaten. Zulke spelers bleven soms geruime tijd in de Minor Leagues voor ze de Major League status bereikten, waardoor de rookiekaart van een speler jaren voor zijn eerste wedstrijd als Major Leaguer werd uitgebracht. Volgens de nieuwe richtlijn moeten spelers deel uitmaken van het rooster van een Major League-team voordat een rookie card op hun naam wordt uitgebracht, en moet er een speciaal rookie card-logo op de voorkant van de kaart worden gedrukt. Het rookie card-logo toont de woorden "rookie card" boven een honkbalknuppel en een thuisplaat met het Major League Baseball-logo in de linkerbovenhoek.
Honkbalkaarten kregen opnieuw nationale media-aandacht begin 2007, toen werd ontdekt dat de nieuwe Derek Jeter-kaart van Topps naar verluidt was gewijzigd net vóór de definitieve druk. Een vermeende grappenmaker binnen het bedrijf had een foto van Mickey Mantle in de dug-out van de Yankees geplaatst, en een andere met een lachende President George W. Bush zwaaiend vanop de tribunes. Topps woordvoerder Clay Luraschi gaf later toe dat het met opzet gedaan was door de creatieve afdeling van Topps.
In februari 2007 werd de duurste kaart van de hobby, een bijna perfecte/mint professioneel gesorteerde en geauthenticeerde T206 Honus Wagner, verkocht aan een privé verzamelaar voor $ 2.35 miljoen dollar. De kaart werd later datzelfde jaar nog eens verkocht voor een recordbedrag van $ 2,8 miljoen dollar.
Gedurende de hele 20e eeuw werden honkbalkaarten altijd van karton gemaakt. Nu gebruiken bedrijven andere materialen waarvan ze beweren dat ze bestand zijn tegen onderdompeling in zout water. In 2012 creëerde Topps de Topps Bunt digitale ruilkaart-app. De app heeft meer dan 2 miljoen gebruikers uit meer dan 50 landen.
In januari 2022 maakte de CNBC in een artikel bekend dat de online webshop Fanatics het bedrijf Topps overneemt voor $ 500 miljoen dollar. Fanatics ruilkaarten entiteit wordt gewaardeerd op $ 10 miljard dollar na een financieringsronde van $ 350 miljoen dollar afgelopen september. Michael Rubin, de CEO van Fanatics, noemde Topps een iconisch merk in een verklaring waarin hij de verhuizing aankondigde. "Omdat ruilkaarten en verzamelobjecten een belangrijke pijler zijn van onze langetermijnplannen om het toonaangevende digitale sportplatform te worden, zijn we verheugd om een toonaangevend ruilkaartenbedrijf toe te voegen om onze activiteiten uit te breiden," vertelde Rubin.

## De kaartmarkten

### Verenigde Staten
Honkbalkaarten hebben in de Verenigde Staten talrijke veranderingen doorgemaakt, van productie en marketing tot distributie en gebruik. De vroegste kaarten waren vooral gericht op volwassenen en werden geproduceerd en geassocieerd door fotografen die diensten verkochten en tabaksfabrikanten om hun waren aan de man te brengen. Tegen het begin van de jaren '10 werden veel kaarten uitgegeven als onderdeel van spelletjes en snoepfabrikanten begonnen hun eigen kaartensets te distribueren.
De markt in de Verenigde Staten werd bijzonder beïnvloed door zowel sportgerelateerde als niet-sportgerelateerde zaken. De economische gevolgen van de Eerste Wereldoorlog, de Tweede Wereldoorlog en de Grote Depressie hebben allemaal een grote invloed gehad op de productie van kaarten. De Eerste Wereldoorlog bijvoorbeeld onderdrukte de productie van honkbalkaarten tot een punt waarop slechts een handvol sets werden geproduceerd totdat de economie zich had losgemaakt van de industrialisatie in oorlogstijd.
De spelersstaking van 1994 veroorzaakte een afname in belangstelling en consolidatie van de industrie. Maar met de komst en aanvaarding van derde partijen die meer objectiviteit brengen in de waardering van honkbalkaarten (in combinatie met online marketing), is de handel in vintage honkbalkaarten weer heel populair geworden, met verkoopcijfers in de miljoenen dollars per jaar gedurende ten minste tien jaar.

#### Het Topps monopolie
Topps' aankoop van Bowman leidde tot een wurggreep op spelerscontracten. Omdat Topps geen concurrentie had en er geen gemakkelijke manier was voor anderen om in te breken in de nationale markt, had het bedrijf de facto een monopolie. Verschillende regionale sets met spelers van lokale teams, zowel major league als minor league, werden echter uitgegeven door verschillende bedrijven.
Door de jaren heen was er ook veel weerstand van andere bedrijven. In 1967 werd Topps geconfronteerd met een poging om zijn positie te ondermijnen van de Major League Baseball Players Association, de beginnende spelersvakbond van de League. Worstelend om fondsen te werven, ontdekte de MLBPA dat het belangrijke inkomsten kon genereren door de publiciteitsrechten van zijn leden te bundelen en bedrijven een groepslicentie aan te bieden om hun beelden te gebruiken op verschillende producten. Na aanvankelijk spelers op Coca-Cola flessendoppen te hebben gezet, kwam de bond tot de conclusie dat de Topps contracten de spelers niet voldoende betaalden voor hun rechten.
Fleer diende zelfs een klacht in bij de Federal Trade Commission waarin het beweerde dat Topps zich bezighield met oneerlijke concurrentie door zijn samenvoeging van exclusieve contracten. Een onderzoeker oordeelde in 1965 in het nadeel van Topps, maar de Commissie draaide deze beslissing in beroep terug. De Commissie concludeerde dat, omdat de contracten enkel betrekking hadden op de verkoop van kaarten met kauwgom, concurrentie nog steeds mogelijk was door kaarten te verkopen met andere kleine, goedkope producten. Fleer koos er echter voor om dergelijke opties niet na te streven en verkocht in plaats daarvan zijn overblijvende spelerscontracten aan Topps voor $ 395.000 dollar in 1966.
Kort daarna benaderde MLBPA uitvoerend directeur Marvin Miller Joel Shorin, de president van Topps, over het heronderhandelen van deze contracten. Op dat moment had Topps elke major league speler onder contract, gewoonlijk voor vijf jaar plus verlengingsopties, dus weigerde Shorin. Nadat verdere discussies op niets uitliepen, vroeg de bond voor het seizoen van 1968 aan haar leden om te stoppen met het tekenen van verlengingen van deze contracten, en bood Fleer de exclusieve rechten aan om kaarten op de markt te brengen. Hoewel Fleer het voorstel afwees, ging Topps tegen eind 1973 akkoord om haar betalingen aan elke speler te verdubbelen van $ 125 dollar naar $ 250 dollar, en ook om spelers een percentage van Topps' totale verkoop te beginnen betalen. Het bedrag voor individuele spelerscontracten is sindsdien gestegen tot $ 500 dollar. Sindsdien gebruikte Topps individuele spelerscontracten als de basis voor haar honkbalkaarten.

#### Fleer vs. Topps
In april 1975 vroeg Fleer aan Topps om af te zien van zijn exclusieve rechten en Fleer toe te staan stickers, zegels, of andere kleine artikelen te produceren met actieve honkbalspelers. Topps weigerde, en Fleer klaagde toen zowel Topps als de MLBPA aan om het Topps monopolie te breken. Na enkele jaren van procederen, beval de rechtbank de bond om groepslicenties voor honkbalkaarten aan te bieden aan andere bedrijven dan Topps. Fleer en een ander bedrijf, Donruss, mochten dus in 1981 kaarten beginnen te maken. Fleer's wettelijke overwinning werd na één seizoen ongedaan gemaakt, maar ze gingen door met het maken van kaarten, met stickers met team logo's in plaats van kauwgom. Donruss deelde hun kaarten uit met een legpuzzel-stuk.

### Canada
De geschiedenis van de honkbalkaarten in Canada lijkt enigszins op die van de honkbalkaarten in de Verenigde Staten. De eerste kaarten waren ruilkaarten, daarna kaarten uitgegeven bij tabaksproducten en later snoep en kauwgom. World Wide Gum en O-Pee-Chee produceerden beide grote sets in de jaren '30.
In 1952 begon Topps zijn in Amerika gemaakte kaarten in Canada te verdelen. In 1965 betrad O-Pee-Chee opnieuw de honkbalkaarten-markt door een gelicenseerde versie van de Topps set te produceren. Van 1970 tot de laatste op Topps gebaseerde set werd geproduceerd in 1992 waren de kaarten tweetalig, Frans en Engels, om te voldoen aan de Canadese wet.
Van 1985 tot 1988 gaf Donruss een parallelle Canadese set uit onder de naam Leaf. De set was in principe identiek aan de Donruss uitgaven van diezelfde jaren, maar was tweetalig. Alle Leaf-sets werden in de Verenigde Staten geproduceerd.
Er waren verscheidene promotie-uitgaven van Canadese firma's sinds Major League Baseball in Canada begon in 1969. Er werden ook verscheidene openbare veiligheidsuitgaven gedaan, met name de Toronto Blue Jays brandveiligheidsuitgaven van de jaren '80 en begin jaren '90 en de Toronto Public Libraries Reading is fun uitgave van 1998 en 1999. Deze sets werden verspreid in de omgeving van Toronto. De kaarten waren eentalig en werden alleen in het Engels uitgegeven.

### Japan

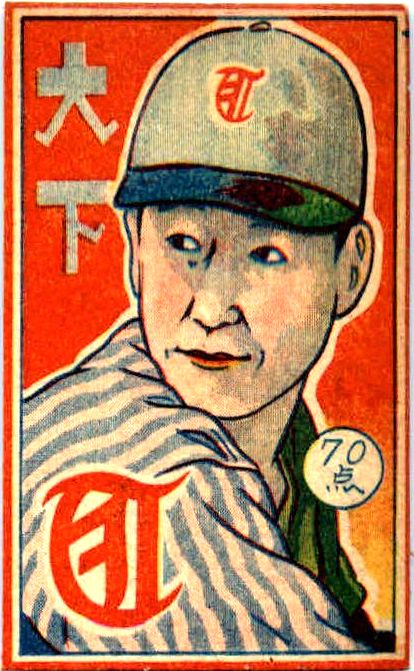
Voorbeeld van een menko kaart, ca. 1948

De eerste honkbalkaarten verschenen in Japan aan het eind van de 19e eeuw. In tegenstelling tot de Amerikaanse kaarten uit dezelfde tijd, maakten de kaarten gebruik van traditionele Japanse pen- en inktillustraties. In de jaren '20 werden zwart-wit kaarten uitgegeven, maar geïllustreerde kaarten waren de norm tot de jaren '50. Dat decennium bracht kaarten uit met foto's van spelers, meestal in zwart-wit. Menko-kaarten werden in die tijd ook populair.
Honkbalkaarten met het NPB-logo zijn momenteel op grote schaal verkrijgbaar in Japanse speelgoedwinkels, buurtwinkels, sportwinkels, en als bonus in bepaalde verpakkingen van chips.

### Verenigd Koninkrijk
In 1987 en 1988 gaf het Amerikaanse bedrijf Topps twee series Amerikaanse honkbalkaarten uit met kaarten van Amerikaanse en Canadese Major League Baseball-teams in het Verenigd Koninkrijk. De full-color kaarten werden geproduceerd door Topps Republic of Ireland subsidiary company en bevatten uitleg van honkbaltermen. Gezien het gebrek aan populariteit van honkbal in het Verenigd Koninkrijk, waren de uitgaven geen succes.

### Latijns-Amerika
Topps gaf licentiesets uit in Venezuela van 1959 tot 1977. De meeste sets hadden Spaans in plaats van de Engelse tekst op de kaarten en de sets bevatten Winter Leaguespelers. Er waren lokaal geproduceerde kaarten met spelers uit de wintercompetities, geproduceerd door Offset Venezolana C.A., Sport Grafico, en anderen, die in productie waren tot het eind van de jaren '90.
In Cuba werden voor het eerst sets uitgegeven in het begin van de 20e eeuw. Tegen de jaren '30 boden verschillende snoep-, kauwgom- en chocoladefabrikanten kaarten aan, met name Baguer Chocolate. Na de Tweede Wereldoorlog werden er kaarten uitgegeven door tijdschriften, snoepfabrikanten, Coca-Cola en natuurlijk een kauwgomfabrikant. In het Cuba van na de revolutie werden nog steeds honkbalkaarten uitgegeven.
Verschillende sets van Mexican League honkbalkaarten zijn in de laatste jaren uitgegeven.
Amerikaanse kaarten van Major League Baseball-spelers, uit Puerto Rico en daarbuiten, zijn overal verkrijgbaar in Puerto Rico.

### Australië
Australische honkbalkaarten werden voor het eerst uitgebracht in 1990 door de toen nieuw opgerichte ruilkaartenfirma Futera. Op deze kaarten stonden spelers van de pas opgerichte Australian Baseball League. Latere honkbalkaarten werden jaarlijks uitgebracht in sets in dozen of folieverpakkingen tot 1996 toen de dalende belangstelling de productie deed stoppen. Er werden geen nieuwe honkbalkaarten meer uitgebracht in Australië totdat Select Australia zes teamsets met kaarten uitbracht tijdens het seizoen 2012-13 van de Australian Baseball League. Dit werd toen opgevolgd door Dingo Trading Cards die meerdere team sets met honkbal kaarten uitbracht tijdens het 2013-14 Australian Baseball League seizoen.

### Prijsgidsen
Prijsgidsen worden meestal gebruikt om de prijzen van verschillende honkbalkaarten in vele verschillende condities te noteren. Een van de meest bekende prijsgidsen is de Beckett prijsgids serie. De Beckett prijsgids is een gegradeerde prijsgids, wat betekent dat de kaarten worden gegradeerd op een schaal van 1-10, waarbij één de laagst mogelijke score is en tien de hoogste. Daarnaast geeft Professional Sports Authenticator (PSA) kaarten een waardering van 1-10, en kan ook handtekeningen authentiek verklaren.